# Beast Wars: Transformers (jeu vidéo)
Beast Wars: Transformers est un jeu vidéo de tir à la troisième personne développé par SCE Cambridge Studio et édité par Hasbro Interactive, sorti en 1997 sur Windows, Mac et PlayStation.
Il est basé sur la série animée Animutants.